# МХАТ 2-й
Московский Художественный театр второй (МХАТ 2-й, МХАТ II) — драматический театр, существовавший в Москве в 1924—1936 годах.

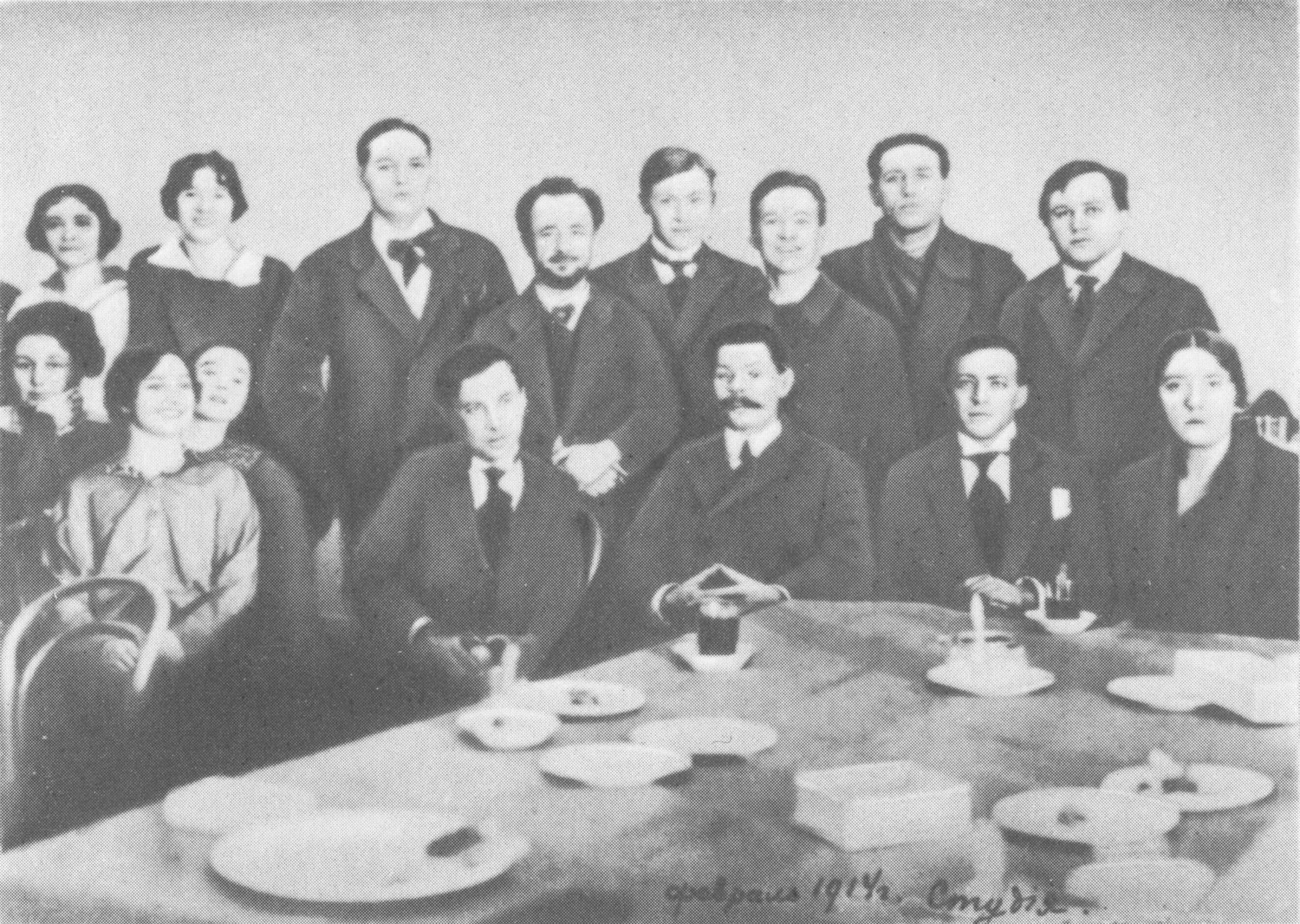
А. М. Горький и Е. Б. Вахтангов в Первой студии МХТ, 1914 год

## Предыстория. Первая студия МХТ
Инициаторами создания 1-й Студии в 1912 году стали молодые актёры Художественного театра, задумавшие её как «Собрание верующих в систему Станиславского». Правление Студии возглавил К. С. Станиславский, непосредственно её работой руководил ближайший помощник Станиславского в МХТ Леопольд Сулержицкий. Это был новый тип студийного театра, в дальнейшем послуживший образцом для многочисленных студий и театров-студий, создававшихся как коллективы единомышленников.
До 1921 года Студия давала спектакли в небольшом, вмещавшем около 100 зрителей, помещении на Скобелевской площади. Небольшой зал, в котором к тому же отсутствовала сцена, требовал от актёров особенной достоверности переживаний и тщательного отбора выразительных средств, — в Студии отрабатывались новые методы работы актёра; одновременно она стала творческой лабораторией для начинающих режиссёров Художественного театра: здесь под руководством Сулержицкого обретали опыт и вырабатывали собственный стиль Евгений Вахтангов, Борис Сушкевич, Ричард Болеславский.
Первый спектакль, «Гибель „Надежды“» Г. Гейерманса в постановке Р. Болеславского, был представлен публике в зале кинотеатра «Люкс» в 1913 году и сразу привлёк внимание к Студии. Успех закрепил «Праздник мира» Г. Гауптмана, поставленный Е. Вахтанговым.

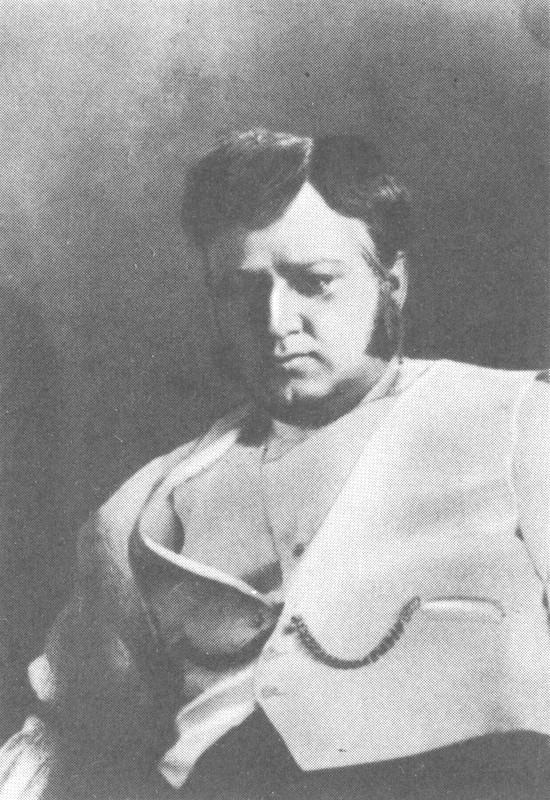
Борис Сушкевич в студийном спектакле «Потоп»

Такой же «визитной карточкой», какой для МХТ была чеховская «Чайка», для его 1-й студии стал поставленный в 1914 году Б. Сушкевичем спектакль «Сверчок на печи» по Ч. Диккенсу.
Студия позволила реализоваться актёрам, недостаточно востребованным в Художественном театре, и очень скоро в молодом коллективе появились собственные «звёзды»: Михаил Чехов, Алексей Дикий, Серафима Бирман; раскрылся как актёр и Евгений Вахтангов.
В 1916 году не стало Сулержицкого, в том же году ушёл добровольцем на фронт Болеславский; 1-ю Студию фактически возглавил Б. Сушкевич, в то время как Вахтангов с 1913 года параллельно вёл работу в собственной любительской студии, с 1920 года — 3-й Студии МХАТ.
В репертуарной политике Студия долгое время следовала за Художественным театром, отдавая предпочтение классике и современной зарубежной драматургии; лучшими спектаклями, поставленными на Скобелевской площади, считаются ярко-комедийная «Двенадцатая ночь» У. Шекспира и трагедия «Эрик XIV» А. Стриндберга. Изначально студия исповедовала характерные для раннего МХТ «душевный реализм», естественность существования человека на сцене, сокращение дистанции между актёром и зрителем — те принципы, от которых Художественный театр постепенно отходил.
В 1921 году Студии было предоставлено более просторное помещение бывшего театра «Альказар»; здесь начался постепенный отход от «студийности».
Спектакли 1-й Студии, созданные очень разными художниками, из которых большинство ещё только искало свой путь, подкупали публику своей непредсказуемостью. Вахтангов начинал спектаклями почти натуралистическими, в духе Художественного театра, через несколько лет поставил аскетичный и условный «Росмерсхольм» Г. Ибсена, а закончил (вместе с Сушкевичем) экспрессионистским «Эриком XIV»; сходную эволюцию проделали и другие режиссёры, с годами всё более отдавая предпочтение яркости театральных форм.
Игорь Ильинский, с 1922 года работавший в 1-й студии параллельно с театром Мейерхольда, впоследствии вспоминал: «Замечательной была атмосфера, которая сопровождала все наши репетиции. Режиссура была коллективной, коллективной была и работа над отдельными ролями. За всю мою жизнь я, пожалуй, не встречал такой увлеченной, дружной, истинно товарищеской атмосферы, которая царила в репетиционной работе… У меня осталось впечатление, что каждый член студии был и её равноправным хозяином. Конечно, было какое-то правление или дирекция, или основная группа студии, которая решала планы театра, репертуар, которая вела театр. Но всё это было удивительно по-братски, демократично, и я думаю, или у меня осталось такое впечатление, что каждый художник — член студии — мог делать в студии то, что он хочет».
Признание у публики побудило ведущих актёров Студии добиваться независимости от Художественного театра, который уже много лет пребывал в кризисе, а в 1922 году отбыл на двухгодичные зарубежные гастроли.

### Избранный репертуар
- 1913 — «Гибель „Надежды“» Г. Гейерманса. Режиссёр Р. Болеславский. В ролях: Баренд — А. Дикий, Симон — А. Чебан
- 1913 — «Праздник мира» Г. Гауптмана. Режиссёр Е. Вахтангов. В ролях: Фрибе — А. Чебан
- 1914 — «Сверчок на печи» по Ч. Диккенсу, инсценировка Б. Сушкевича. Режиссёр — Б. Сушкевич. Роли исполняли: Автор — Б. Сушкевич, Текльтон — Е. Вахтангов, Джон Пирибингль — А. Дикий, Мэри Пирибингль — М. Дурасова
- 1914 — «Калики перехожие» В. Волькенштейна
- 1915 — «Потоп» Г. Бергера. Режиссёр Е. Вахтангов. В ролях: Стрэттон — Б. Сушкевич и А. Чебан, Фрегер — Вахтангов, Чарли — В. Смышляев, Лицци — О. Пыжова.
- 1917 — «Двенадцатая ночь» У. Шекспира. Художественный руководитель постановки К. Станиславский, режиссёр Б. Сушкевич. Роли исполняли: Виола и Себастьян — О. Пыжова, Мальволио — М.Чехов, Шут — Е. Вахтангов.
- 1918 — «Росмерсхольм» Г. Ибсена. Режиссёр Е. Вахтангов. В роли Мортенсгора — Б. Сушкевич
- 1921 — «Эрик XIV» А. Стриндберга. Режиссёры — Е. Вахтангов и Б. Сушкевич. Художник И. Нивинский. Роли исполняли: Эрик — М. Чехов, Персон — Б. Сушкевич, Монс — А. Чебан, герцог Иоанн — А. Дикий
- 1922 — «Ирландский герой» Синга; режиссёр А. Д. Дикий. В роли Кристи Мэгона — И. Ильинский (ввод)
- 1923 — «Укрощение строптивой» У Шекспира. Режиссёры — В. Смышляев, Чебан, Готовцев.
- 1923 — «Король Лир» У Шекспира. Режиссёр Б. Сушкевич. Роли исполняли: Лир — И. Певцов, Гонерилья — С. Бирман, Эдгар — И. Берсенев, Глостер — В. А. Подгорный, Корделия — М. А. Дурасова, Эдмунд — А. Жилинский, Регана — Е. Измайлова.
- 1924 — «Расточитель» Н. Лескова. Режиссёр Б. Сушкевич. Роли исполняли: Князев — И. Певцов, Молчанов — А. Дикий, Минутка — И. Берсенев

## История

### Под руководством Чехова

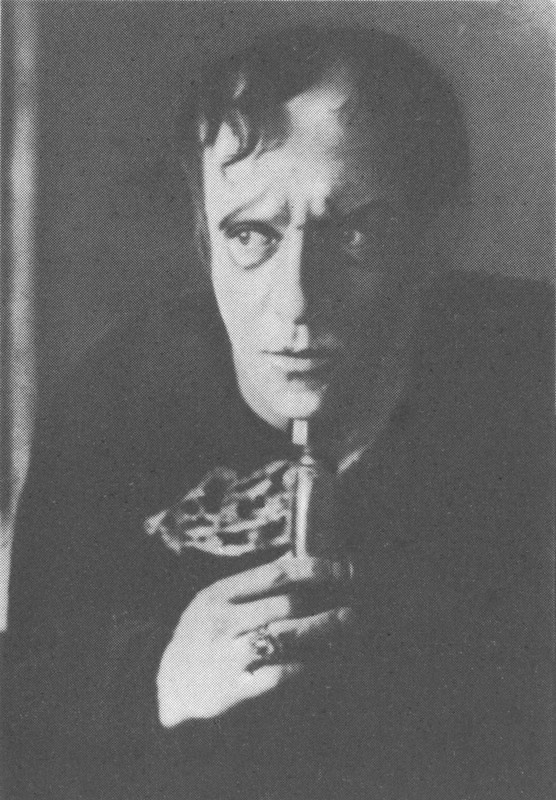
Михаил Чехов в роли Эрика XIV

В сентябре 1924 года 1-я Студия превратилась в самостоятельный театр, МХАТ 2-й, с собственным руководством — дирекцией, которую возглавил Михаил Чехов, и получила в своё распоряжение помещение бывшего Нового театра («Шелапутинский театр») (на Театральной площади).
Из воспоминаний И. Ильинского (в том же году покинувшего театр): «Я был на том собрании, когда М. А. Чехов объявил товарищам, что он хочет стать руководителем студии, что он хочет строить театр, что он видит для этого путь, по которому должен идти театр-студия, и что если товарищи верят ему, то он станет во главе театра. Если же нет, то он вынужден уйти из студии и строить такой театр на стороне. Все студийцы призадумались — они поняли, что с этого дня изменится облик студии. Особенно это почувствовали старшие товарищи. Но авторитет Чехова был так велик в это время, вся молодежь так любила его, что не могло быть и речи об уходе Чехова. Предложение Чехова было принято…»
От своей предшественницы новый театр унаследовал эклектизм; кроме Б. Сушкевича и А. Дикого (вскоре покинувшего театр), спектакли ставил и окончательно перешедший во МХАТ 2-й из главного МХАТа Валентин Смышляев, к режиссуре приобщались и ведущие актёры театра, бывшие мхатовцы Александр Чебан, Серафима Бирман, позже Иван Берсенев; фактическое равноправие нескольких режиссёров не способствовало выработке единого, собственного стиля. По воспоминаниям И. Берсенева, МХАТ 2-й был «сложнейшим, интереснейшим творческим организмом, ареной столкновения несхожих, а порой и полярно противоположных индивидуальностей и художественных устремлений». Символистские тенденции, которые поддерживал Чехов и непосредственно воплощали Смышляев и Чебан («Гамлет», «Петербург»), здесь соперничали с реалистическими в лице Сушкевича («Дело») и яркой театральностью в стиле позднего Вахтангова, поклонником которого оставался А. Дикий («Блоха»).
В репертуаре, как и в предыдущий период, преобладала классика; нарождающуюся советскую драматургию театр почти полностью игнорировал, даже к 10-летию Октябрьской революции в ноябре 1927 года предпочёл поставить пьесу Р. Роллана «Взятие Бастилии», что вызвало нарекания в прессе, а в самом театре — конфликт, в результате которого МХАТ 2-й окончательно покинул Алексей Дикий, с группой артистов, в том числе Ольгой Пыжовой и Леонидом Волковым, недовольными тем, что Чехов строит театр под себя. Это отмечал ещё 1924 году П. Марков по поводу постановки «Гамлета»: «Главнейшим оправданием „Гамлета“ во МХАТ 2-м остаётся Чехов. Только применительно к нему могут получить объяснение противоречивые формы спектакля и тот способ прочтения шекспировской трагедии, который был обнаружен спектаклем».

#### Избранный репертуар
- 1924 — «Гамлет» У. Шекспира. Режиссёры — В. Смышляев, В. Н. Татаринов, А. Чебан. Роли исполняли: Гамлет — М. Чехов, Клавдий — А. Чебан, Гертруда — В. Соловьева, Офелия — М. Дурасова, Лаэрт — И. Берсенев
- 1925 — «Петербург (Гибель сенатора)» по роману А. Белого. Режиссёры — С. Бирман, В. Татаринов, А. Чебан. Роли исполняли: Аблеухов-отец — М. Чехов, Аблеухов-сын — И. Берсенев, Лахутина — С. Гиацинтова
- 1925 — «Блоха» по Н. Лескову, инсценировка Е. Замятина. Режиссёр А. Дикий; художник Б. Кустодиев. Роли исполняли: Левша — Волков, Мери — С. Бирман, царь — Попов, Платов — А. Дикий.
- 1925 — «В 1825 году» Н. Венкстерн. Режиссёры — Б. Сушкевич и И. Берсенев
- 1926 — «Орестея» Эсхила. Режиссёр — В. Смышляев
- 1927 — «Дело» А. Сухово-Кобылина. Режиссёр Б. Сушкевич. В роли Муромского — М. Чехов
- 1927 — «Смерть Иоанна Грозного» А. К. Толстого. Роли исполняли: Иоанн Грозный — А. Чебан, Борис Годунов — И. Берсенев
- 1927 — «Взятие Бастилии» Р. Роллана. Режиссёр-постановщик В. Смышляев, режиссёр В. Готовцев
- 1928 — «Закат» И. Э. Бабеля. Режиссёр Б. Сушкевич; художник М. Левин. Роли исполняли: Мендель Крик — А. Чебан, Беня Крик — И. Берсенев, Двойра — С. Бирман, Боярский — Гейрот, Маруся — Корнакова

### Под руководством Берсенева
В 1928 году Михаил Чехов покинул СССР, и художественным руководителем театра (и одновременно директором, официально — с 1933 года) стал Иван Берсенев, актёр МХТ с 1911 года, с 1922-го входивший в правление 1-й Студии, но во второй половине 20-х годов только начинавший приобщаться к режиссуре; фактически главным режиссёром театра, до своего ухода в 1931 году, был Борис Сушкевич, убеждённый студиец, тяжело переживавший утрату студийной атмосферы при Чехове. «В своих постановках, — пишет Д. Золотницкий, — он тяготел к психологизированной театральной игре, обогащенной социальным анализом, давал эпоху в условном разрезе, в сгущенных красках, оттачивал образ до гиперболы и гротеска… Стиль режиссуры Сушкевича представлял собой сплав мхатовского психологизма, сострадательно-гуманных заповедей Сулержицкого и вахтанговской традиции оправдания игрового гротеска. Эти три истока в разных стечениях определяли до сих пор общие принципы искусства МХАТ-2».
Первой премьерой театра после ухода Чехова стал спектакль «Человек, который смеется» по роману В. Гюго, поставленный Сушкевичем. Скульптор Н. А. Андреев оформил спектакль в стиле пышного барокко, но гротескно сместил пропорции, гротеск преобладал и в игре актёров, и тем не менее спектакль получился хрестоматийным.
Со второй половины 20-х годов театр всё чаще обращался к современной советской драматургии, не всегда высокого уровня, что породило серию проходных спектаклей; но были в его репертуаре и «Закат» И. Бабеля, и «Петр I» А. Н. Толстого (1-я редакция), и ставший событием в истории советского театра «Чудак» А. Афиногенова, выдержавший более 500 представлений. «После многих туманных или далёких от современности спектаклей, — писал о „Чудаке“ П. Марков в 1929 году, — МХАТ 2-й дал постановку увлекательной свежести и театральной заразительности. Спектакль „Чудак“ возвращает МХАТ 2-му его былую трепетность и активность».
В начале 30-х годов в руководстве театра обострились разногласия: в 1931 году МХАТ 2-й покинул В. Смышляев, в 1932 году ушли Б. Сушкевич и Н. Бромлей, одна из ведущих актрис театра, - последним спектаклем Сушкевича стала «Неблагодарная роль» А. Файко. После его ухода основными режиссёрами стали А. Чебан и И. Берсенев. В этот последний период заметными явлениями в театральной жизни стали спектакли «Униженные и оскорбленные», «Двенадцатая ночь», «Испанский священник».
С театром, ещё на его студийной стадии, сотрудничали известные художники Борис Кустодиев и Игнатий Нивинский; в 30-х годах спектакли театра оформляли Владимир Фаворский и Аристарх Лентулов.

#### Избранный репертуар
- 1929 — «Человек, который смеется» по В. Гюго. Режиссёр Б. Сушкевич; художник Н. А. Андреев. Роли исполняли: Гуинплен — И. Берсенев, королева Анна — С. Бирман, Деа — М. Дурасова, Джозиана — Карнакова
- 1929 — «Чудак» А. Афиногенова. Режиссёры А. Чебан и И. Берсенев. Роли исполняли: Волгин — А. М. Азарин, Рыгачёв — В. С. Смышляев, Горский — И. Берсенев.
- 1930 — «Петр I» А. Н. Толстого. Режиссёр Б. Сушкевич; художник И. Нивинский. Роли исполняли: Петр I — В. Готовцев, Алексей — И. Берсенев, Екатерина — Н. Бромлей
- 1930 — «Светите нам, звезды» Микитенко. Режиссёр Б. Сушкевич
- 1931 — «Тень освободителя» по М. Салтыкову-Щедрину. Режиссёр Б. Сушкевич. В роли Иудушки Головлёва — И. Берсенев
- 1932 —  «Неблагодарная роль» А. Файко. Режиссёр Б. Сушкевич
- 1932 — «Униженные и оскорбленные» по Ф. М. Достоевскому; инсценировка Ю. Соболева. Режиссёры И. Берсенев и С. Бирман; художник Тихомиров. Роли исполняли: Нелли — С. Гиацинтова, Валковский — Б. Сушкевич, Алёша — А. Кисляков, Катя — Вишневская, Ихменев — А. Чебан[12]
- 1933 — «Двенадцатая ночь» У. Шекспира. Постановка С. Гиацинтовой, В. Готовцева, С. Хачатуряна; художник В. Фаворский. Роли исполняли: сэр Тоби — В. Готовцев, Мария — С. Гиацинтова, Мальволио — А. Азарин, Виола — М. Дурасова.
- 1934 — «Испанский священник» Дж. Флетчера. Режиссёр С. Бирман; художник А. Лентулов. Роли исполняли: Виоланта — Юренева, Бирман, Амаранта — Гиацинтова, Лопес — Попов.
- 1935 — «Мольба о жизни» Ж. Деваля (в переводе С.А. Радзинского). Художник В. Фаворский. В ролях: Пьер Массубр — И. Берсенев, Женевьева — С. Гиацинтова.

### Закрытие театра
В 1936—1938 годах многие московские театры были объединены или закрыты; не избежал этой участи и МХАТ 2-й. Театр был закрыт весной 1936 года постановлением СНК СССР и ЦК ВКП(б) «О Втором Московском Художественном театре»: «СНК СССР и ЦК ВКП(б) считают, что так называемый МХАТ 2-й не оправдывает своего звания МХАТ и на деле является посредственным театром, сохранение которого в Москве не вызывается необходимостью». Здание на Театральной площади отдали детскому театру под руководством Н. Сац, который стал Центральным детским театром (современный Российский молодёжный театр).
Александр Чебан вернулся во МХАТ; Иван Берсенев, Серафима Бирман и Софья Гиацинтова вошли в труппу Театра им. МОСПС. В 1938 году Берсенев стал художественным руководителем и ведущим актёром Московского театра им. Ленинского комсомола, куда вслед за ним перешли Бирман и Гиацинтова.